# Rost (Mondkrater)
Rost ist ein Einschlagkrater im Süden der Mondvorderseite, südöstlich des Kraters Schiller und nordwestlich von Scheiner.
Der Krater erscheint eingetieft in ein Plateau, der Kraterrand nur mäßig erodiert und der Kraterboden eben.
| Buchstabe | Position           | Durchmesser | Link |
| --------- | ------------------ | ----------- | ---- |
| A         | 56,6° S, 36,91° W  | 44 km       |      |
| B         | 54,69° S, 36,35° W | 20 km       |      |
| D         | 56,63° S, 31,05° W | 31 km       |      |
| M         | 55,5° S, 31,61° W  | 27 km       |      |
| N         | 57,29° S, 33,31° W | 6 km        |      |

Der Krater wurde 1935 von der IAU nach dem deutschen Astronomen Johann Leonhard Rost offiziell benannt.